# Slavkovitjskij Kanal
Slavkovitjskij Kanal (ryska: Славковичский Канал) är en kanal i Belarus. Den ligger i den centrala delen av landet, 150 km söder om huvudstaden Minsk.
Omgivningarna runt Slavkovitjskij Kanal är en mosaik av jordbruksmark och naturlig växtlighet. Runt Slavkovitjskij Kanal är det glesbefolkat, med 14 invånare per kvadratkilometer.